# Dan + Shay
Dan + Shay est un groupe de musique country américain formé en 2013 à Nashville, Tennessee. Signé à Warner Bros. Nashville, le groupe est composé des chanteurs Dan Smyers et Shay Mooney.

## Membres

### Dan Smyers
Dan Smyers naît le 16 août 1987 à Wexford, une petite localité située dans le Comté d'Allegheny, à l'ouest de la Pennsylvanie. Après avoir fréquenté le lycée local, Smyers fréquente l'université Carnegie-Mellon où il étudie la finance. Adolescent, il forme le groupe de pop-rock chrétien Transition. Puis, forme, en 2011, le duo Bonaventure avec Andrew Albert.

### Shay Mooney
Shay Mooney naît le 27 décembre 1991 à Natural Dam, une petite localité située dans le comté de Crawford, au nord-ouest de l'Arkansas; et grandît dans la ferme familiale. Il est repéré par le chanteur T-Pain qui lui offre un contrat sur son label Nappy Boy Entertainment,.

## Biographie
Dan Smyers et Shay Mooney se rencontrent à l'occasion d'une house party à Nashville. Ils se lient d'amitié très vite et, poussés par une passion commune, commencent à écrire ensemble jusqu'à former le duo Dan + Shay. Le duo publie son premier single, 19 You + Me, en octobre 2013.
Le 1er avril 2014, le groupe publie son premier album studio intitulé Where It All Began.
Le duo devient coach lors de la 25e saison de The Voice aux États-Unis.

## Discographie

### Albums studio
- 2014 : Where It All Began
- 2016 : Obsessed
- 2018 : Dan + Shay
- 2021 : Good Things
- 2023 : Bigger Houses